# Celso Martín de Guzmán
Celso Martín de Guzmán (Gáldar, 23 de octubre de 1946 – Las Palmas de Gran Canaria, 4 de noviembre de 1994) fue un arqueólogo e historiador español. Precursor en el estudio de la arqueología en Canarias e impulsor del proyecto arqueológico del yacimiento de la Cueva Pintada, hoy convertido en Museo Arqueológico.

## Trayectoria
Se licenció en Filosofía y Letras, en la especialidad de Ciencias Históricas, en la Universidad de La Laguna en 1970, mismo año en que se iniciaron los trabajos de limpieza y acondicionamiento del yacimiento de la Cueva Pintada, ubicado en Gáldar. En 1971, obtuvo una beca del Servicio de Cooperación con Iberoamérica para viajar a Argentina donde se integró como profesor auxiliar en la Universidad de Neuquén. Residió durante cuatro años en América donde realizó excavaciones arqueológicas en el área andino-patagónica. 
En 1976, accedió a una beca como personal investigador en el Instituto Español de Prehistoria del Consejo Superior de Investigaciones Científicas (CSIC). La defensa de su tesis sobre las culturas prehistóricas de Gran Canaria fue reconocida con el premio Viera y Clavijo, otorgado por el Cabildo Insular de Gran Canaria. Ejerció como profesor en la Universidad Complutense de Madrid (UCM), así como en otras instituciones. Ejerció como director general de Patrimonio Histórico, siendo su primer titular bajo el Gobierno de Canarias de Jerónimo Saavedra en 1991. Colaboró con diversos periódicos y revistas nacionales y extranjeras.
Como investigador, centró su campo de investigación en las culturas prehistóricas. En 1975, inició la primera campaña de una serie de trabajos de campo en el valle de Guayedra, en el municipio de Agaete, y  durante el bienio 1982-1983, promovió las indagaciones arqueológicas en los conjuntos prehispánicos los caseríos y necrópolis de la costa de El Agujero y el complejo troglodita de la Cueva Pintada, ambos en el municipio de Gáldar. En 1989, redactó el anteproyecto del Parque Arqueológico, seguido en 1991 de la elaboración del Plan Espacial, y en 1992 culminó junto al arquitecto Javier Feduchi Benlliure el proyecto del Parque Arqueológico de la Cueva Pintada.
Falleció en 1994 de un cáncer linfático a los 48 años de edad.

## Reconocimientos

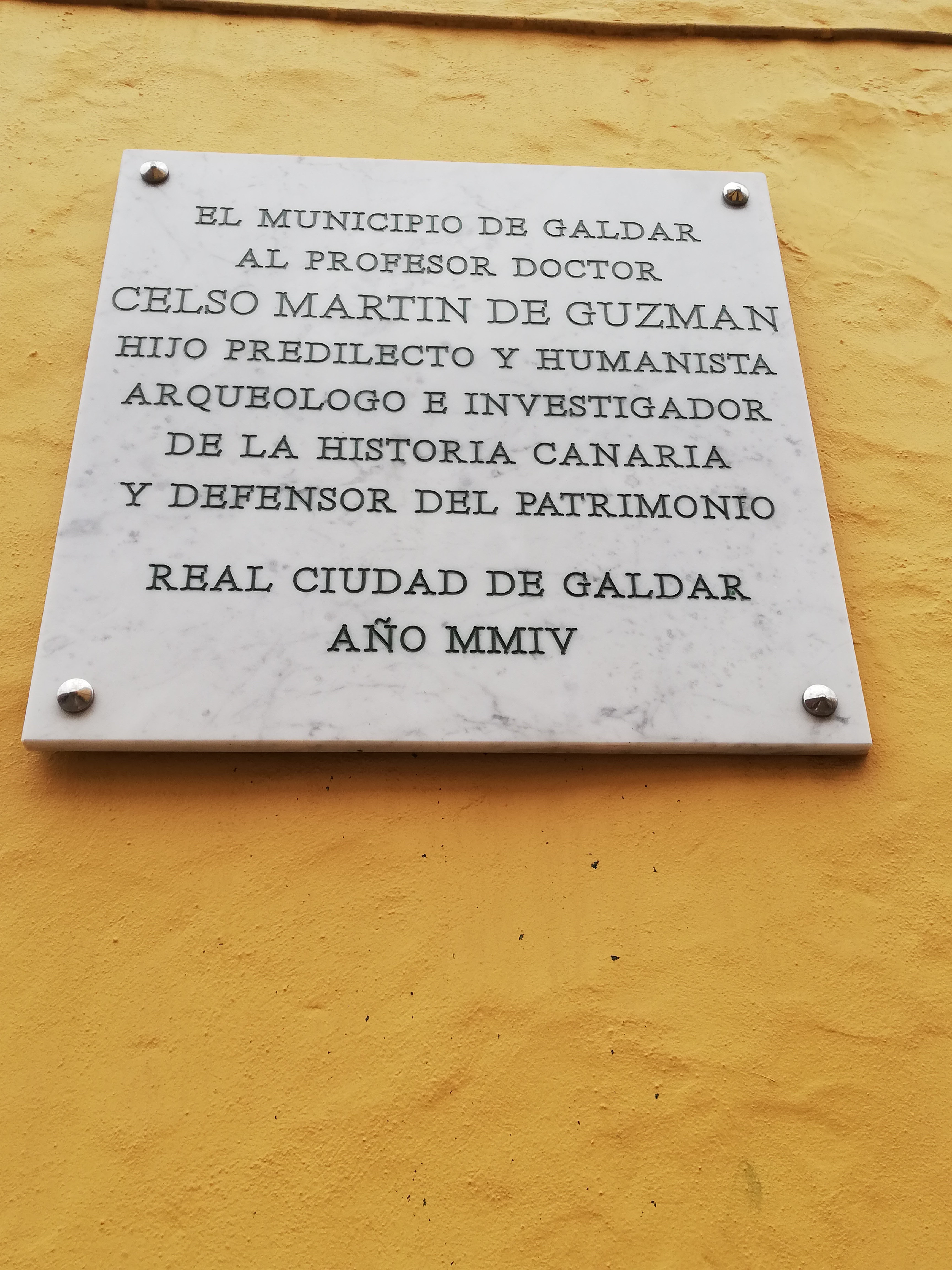
Placa conmemorativa Celso Martín de Guzmán en la vivienda familiar en Gáldar.

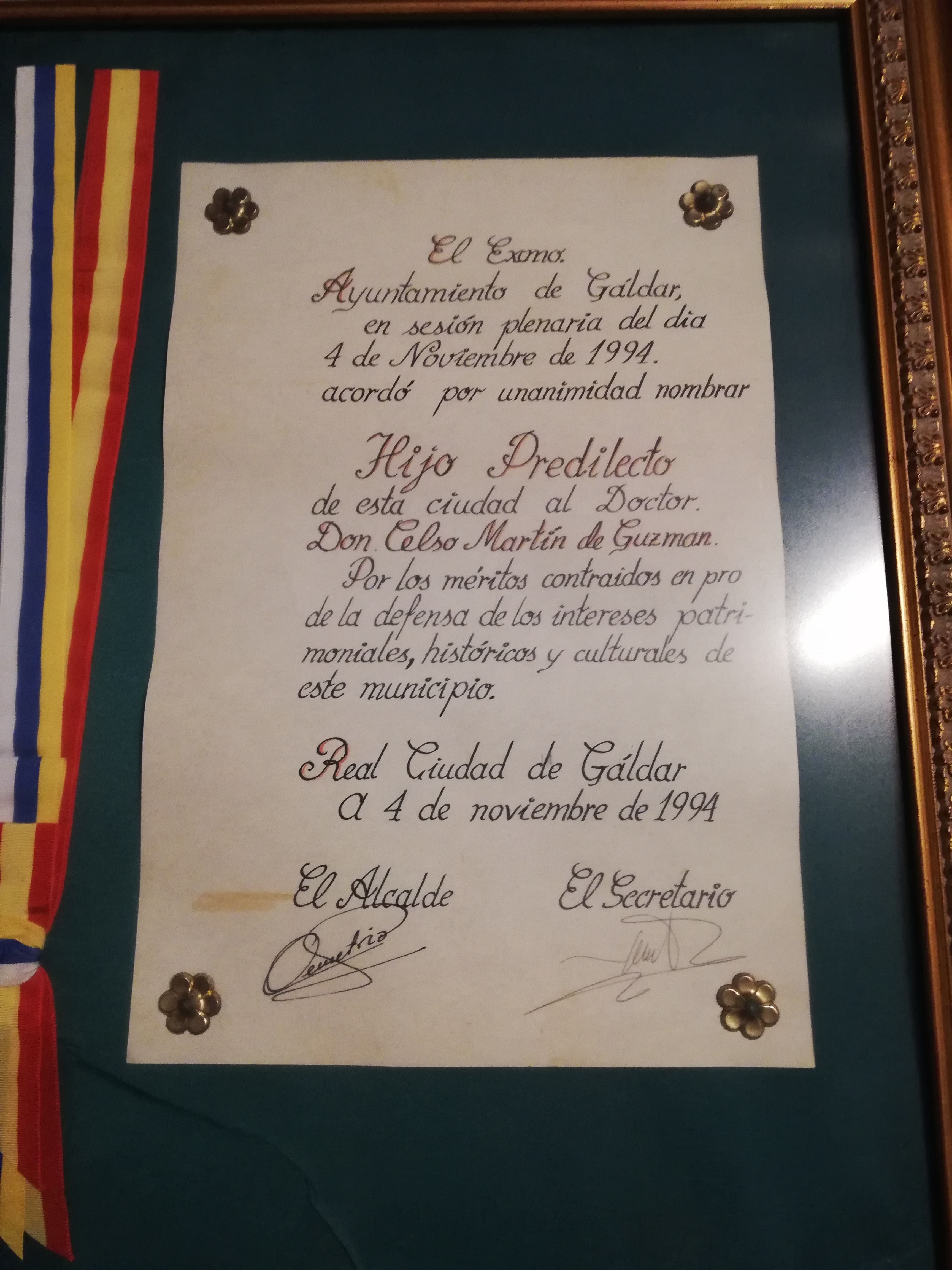
Título Hijo Predilecto de Gáldar 1994

Tras su fallecimiento, fue nombrado hijo predilecto de su ciudad natal, Gáldar. En noviembre de 2014, con motivo del cumplimiento del XX Aniversario de su fallecimiento, el Ayuntamiento de Gáldar celebró un homenaje en su casa ubicada en la calle Capitán Quesada de la localidad. En 2016, la Tertulia Pedro de Vega, auspiciada por el Aula de Humanidades de la Escuela de la Universidad de Las Palmas de Gran Canaria, bajo la moderación del cronista oficial de la ciudad, Juan Sebastián López García, fue dedicada a su figura y significación.
En julio de 2018, tuvo lugar el estreno musical de Rapsodia para un Guanarteme cautivo, un poema escrito  por Martín de Guzmán en mayo de 1981 y en el que se aborda la conquista de Canarias y de las vicisitudes del rey Fernando Guanarteme frente a los castellanos. La música del poema fue creada el director de la Coral Polifónica de Gáldar, Edmundo Domínguez del Río. 
En febrero de 2019, el Museo Arqueológico Cueva Pintada recibió la donación de un retrato del historiador a cargo del profesor y premio de Canarias de Investigación 1985, Roberto Moreno, quien mantuvo una estrecha relación de amistad con Martín de Guzmán y el escultor galdense Juan Borges Linares. En noviembre de 2019, con motivo del XXV aniversario de su fallecimiento, se celebró un ciclo de actividades en torno a su legado, con la participación de historiadores y especialistas en patrimonio cultural y arqueológico.
En diciembre de 2019, la Dirección General de Patrimonio Cultural del Gobierno de Canarias presentó el libro Celso Martín de Guzmán. Scripta ad historicam haereditatem pertinetia. Debates y combates sobre el Patrimonio, en el que se recopila una amplia selección de sus textos, algunos inéditos y de procedencia diversa, tanto de corte académico como referente a sus colaboraciones en prensa.
En julio de 2021, se presentó el libro Agáldar que recoge una selección de los trabajos y artículos periodísticos publicados en el año 1990. El libro cuenta con ilustraciones del artista galdense Juan Borges Linares.
El municipio de Gáldar cuenta con una calle con su nombre.

## Obra
- 1980 – Diccionario de los nombres propios aborígenes canarios. ISBN 978-84-300-3688-1.
- 1981 – Nombres aborígenes canarios. ISBN 978-84-300-3688-2.
- 1984 – Las culturas prehistóricas de Gran Canaria, Tesis Doctoral 1978, Editorial Cabildo de Gran Canaria. ISBN 9788486127268.[23]